# Pedicia (Crunobia) riedeli
Pedicia (Crunobia) riedeli is een tweevleugelige uit de familie Pediciidae. De soort komt voor in het Palearctisch gebied.